# Sharon Case
Sharon Case (Detroit, 9 februari 1971) is een Amerikaanse actrice.
Ze begon haar carrière met de soapseries General Hospital en As the World Turns, maar werd pas echt bekend bij The Young and the Restless waar ze al de 3de actrice was om de rol van Sharon Collins te spelen, een rol die ze vandaag de dag nog speelt. In 1999 won ze een Emmy Award voor haar rol.